# Дети художника в японском саду
«Дети художника в японском саду» (исп. Los hijos del pintor en el salón japonés) — картина испанского живописца Мариано Фортуни, написанная в 1874 году. Картина находится в музее Прадо в Мадриде.

## Описание
В этой дерзко-новаторской работе, которая осталась незаконченной в связи со смертью художника, показаны двое детей Фортуне, Мария Луиза (1868—1936) и Мариано (1871—1949). Мариано, обосновавшийся впоследствии в Венеции и ставший художником и известным дизайнером, знаменитым своими тканями и платьями, завещал картину музея Прадо в 1950 году.
Дети изображены расположившимися на длинном диване в японском саду Виллы Арата, в городке Портичи, что близ Неаполя, где Фортуни провёл лето 1874 года. Маленький Мариано, которому в то время было всего три года, практически обнажён — на голове у него маска, а сам он укрыт шёлковым одеялом. Мария Луиза лежит на больших подушках, охлаждая себя веером. Это семейное полотно, не скованное никакими коммерческими ограничениями и выполнено в наиболее индивидуальном стиле автора, было написано в подарок тестю, художнику Федерико Мадрасо. Декоративные мотивы, изысканность тончайших тканей, а также необычная трактовка цвета — все это указывает на влияние японской эстетики, которая была чрезвычайно модной в парижских художественных кругах во второй половине XIX века. Цветовое изящество, свобода мазка и быстрая, размашистая техника придают картине декоративную свежесть, не приуменьшая при этом ощущение реальности.

## Провенанс
В 1874 году полотно принадлежало наследникам художника; затем в 1975 оно было продано на аукционе в отеле Друо (Париж); с 1875 года попало в коллекцию Сесилии де Мадрасо; с 1935 года находилось в коллекции Фортуни-и-Мадрасо; потом им владел сын художника Мариано, который завещал его музея Прадо в 1950 году.